# Pierre-Ernest Dalbouze
Pierre-Ernest Dalbouze, dit Ernest Dalbouze, né le 1er septembre 1872 à Dax et mort le 27 novembre 1936 rue François-Ier dans le 8e arrondissement de Paris, est un ingénieur et homme d'affaires français. 
Président de la fédération des industries mécaniques, il est un des principaux acteurs des accords de Matignon.

## Biographie
Pierre-Ernest Dalbouze entre à l'école centrale Paris en 1892 et devient ingénieur des arts et manufactures en 1895. Il devient rapidement important dans le monde de l'industrie : il est administrateur de Fives-Lille, des chemins de fer de l'État, de la banque de France et de La Journée industrielle.
Il est aussi président de la Fédération des Syndicats de la Construction mécanique de France, président de 1923 à 1936 de la fédération des industries mécaniques, membre de la chambre de Commerce de Paris dès 1927, trésorier à partir de 1932 et président en 1936. En juillet 1931, il est un des membres fondateurs du comité d'entente franco-allemand.
À ce poste, il fait partie d'une délégation composée de René-Paul Duchemin, Pierre Richemond et Alfred Lambert-Ribot qui rencontre Léon Blum le 4 juin 1936 dans le cadre du mouvement de grève de mai-juin 1936. Il meurt le 27 novembre de la même année.

## Distinctions
- Chevalier de la Légion d'honneur (1923)
- Officier de la Légion d'honneur (1927)
- Commandeur de la Légion d'honneur (1932)